# غوفر بولري
غوفر بولري (الاسم العلمي:Pappogeomys bulleri) هو نوع من الحيوانات يتبع جنس غوفر مكسيكي من فصيلة الغوفرية.